# Mezőtárkány
Mezőtárkány est un village et une commune du comitat de Heves en Hongrie.